# Медаль Марії Дікін
Медаль Марії Дікін (англ. Dickin Medal) — вища військова нагорода Великої Британії для тварин. Нагорода була ініційована в 1943 році Марією Дікін (1870, Лондон — 1 березня 1951), засновницею благодійної організації допомоги тваринам PDSA (народний шпиталь для хворих тварин). Медаль зроблена з бронзи і зображує лавровий вінок з написами «За мужність» («англ. For Gallantry») і «Ми теж служимо» (англ. «We Also Serve»). Нагороду вручає лорд-мер Лондона. На липень 2010 року, медаль вручена 63 рази.
Спочатку медаль вручалася тваринам, які відзначилися при службі Співдружності націй або цивільним службам порятунку. З 1943 по 1949 рік нею нагороджувалися тварини, які допомагали людям під час Другої світової війни: 32 голуба, 18 собак, 3 коні і 1 кіт.

## Перелік нагороджених
en:Dickin Medal#Recipients